# Castiglioni (famiglia)
Castiglioni (o Castiglione o da Castiglione) è un'antica nobile famiglia lombarda.

## Storia
La famiglia Castiglioni è originaria di Milano ove nacque il suo capostipite, Corrado da Castiglione, figlio del conte del Seprio Berengario, che ebbe in dono un castello nel Seprio da parte dell'arcivescovo locale. La famiglia, nei secoli, si divise in molti rami sparsi in diverse città italiane tra cui, oltre Milano, Ferrara, Mantova, Modena e Cingoli, ottenendo in ogni caso l'aggregazione al patriziato locale ed eccellendo per la presenza di uomini illustri.

## Linea di Milano

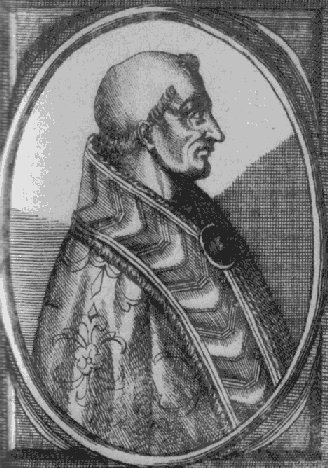
Papa Celestino IV, Goffredo Castiglione

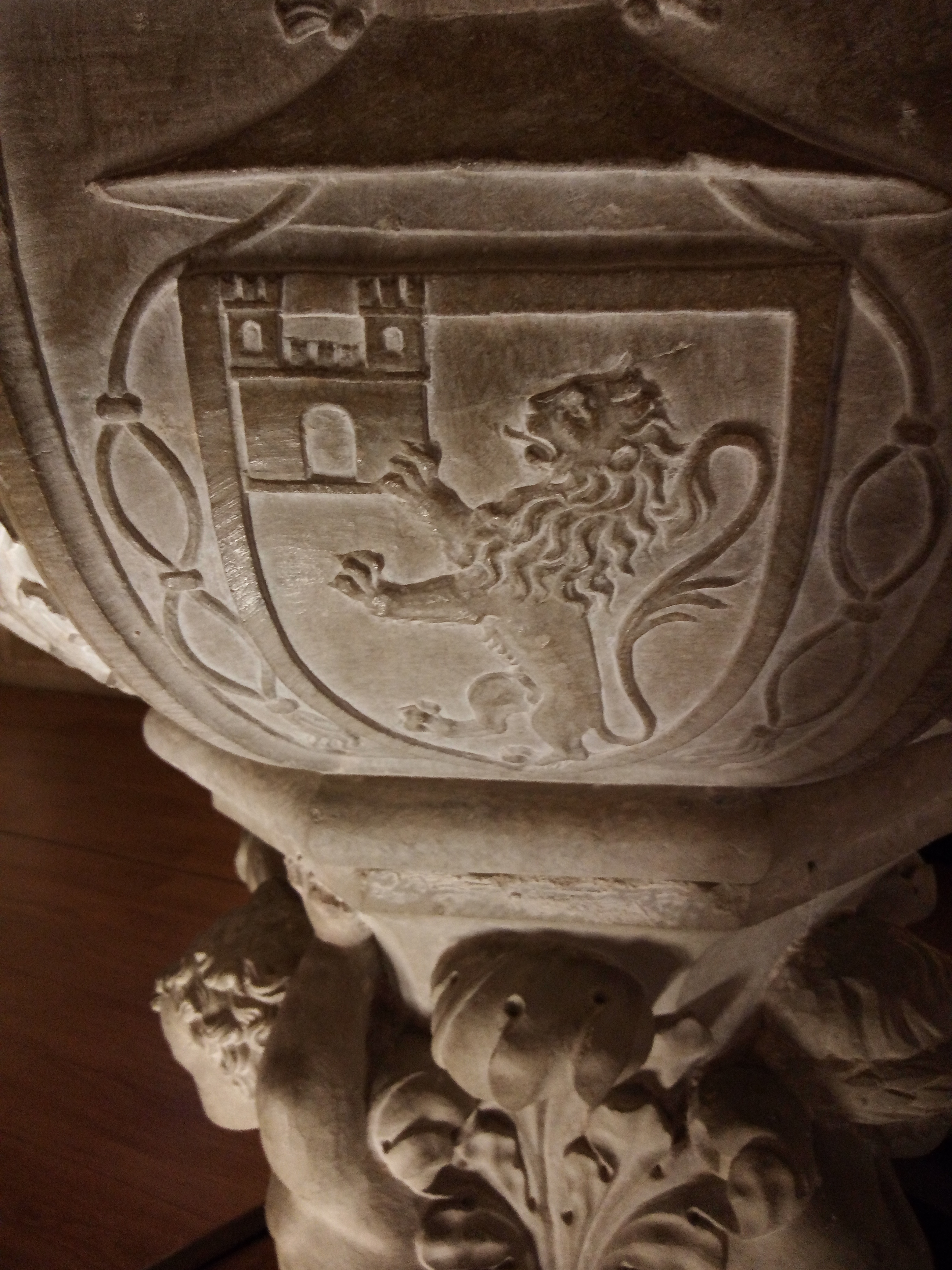
Lo stemma Castiglioni scolpito sul fonte battesimale nel Battistero di Castiglione Olona.

Presero il nome da Castiglione, nel contado di Seprio.
Il ramo di Milano, il più antico della casata, diede alla chiesa ben sei santi, un papa (Celestino IV nel 1241), sei cardinali, tre arcivescovi della cattedra milanese e altri sei vescovi in altre sedi.

### Storia e personalità illustri
Il ramo di questa famiglia annovera illustri personalità: papi, cardinali, arcivescovi, capitani di milizia, senatori, podestà e notai.
- Gotifredo da Castiglione (?-1075), Arcivescovo di Milano;[1]
- Papa Celestino IV (?-1241);[1]
- Giovanni Castiglioni (?-1409), vescovo di Vicenza;
- Cristoforo Castiglione (1345-1425), giureconsulto, soprannominato "Monarca delle leggi";[5]
- Branda Castiglioni (1350-1443), cardinale;[1]
- Giovanni Castiglioni (?-1456), vescovo di Orvieto
- Branda Castiglioni (1415-1487), vescovo;[1]
- Giovanni Castiglione (1420-1460), cardinale;[1]
- Branda Castiglioni (?-1499), giureconsulto
- Giovanni Giacomo Castiglioni (1471-1513), vescovo
- Sabba da Castiglione (1480-1554), umanista
- Francesco Abbondio Castiglioni (1523-1538), cardinale;[1]
- Giovanni Castiglione (1742-1815), cardinale;[1]
- Carlo Ottavio Castiglioni (1784-1849), filologo.[1][6]

### Possedimenti
- Palazzo Castiglioni a Milano
- Palazzo Branda a Castiglione Olona
- Castello di Masnago

## Linea di Mantova
Un ramo della famiglia si stabilì a Mantova nel XV secolo.
Capostipite di questa linea fu Francesco (Francescolo) Castiglione (1345-1425),                                                                                                           figlio di Cristoforo (?-1334) e di Barbara Birago de'Candia.

### Storia e personalità illustri

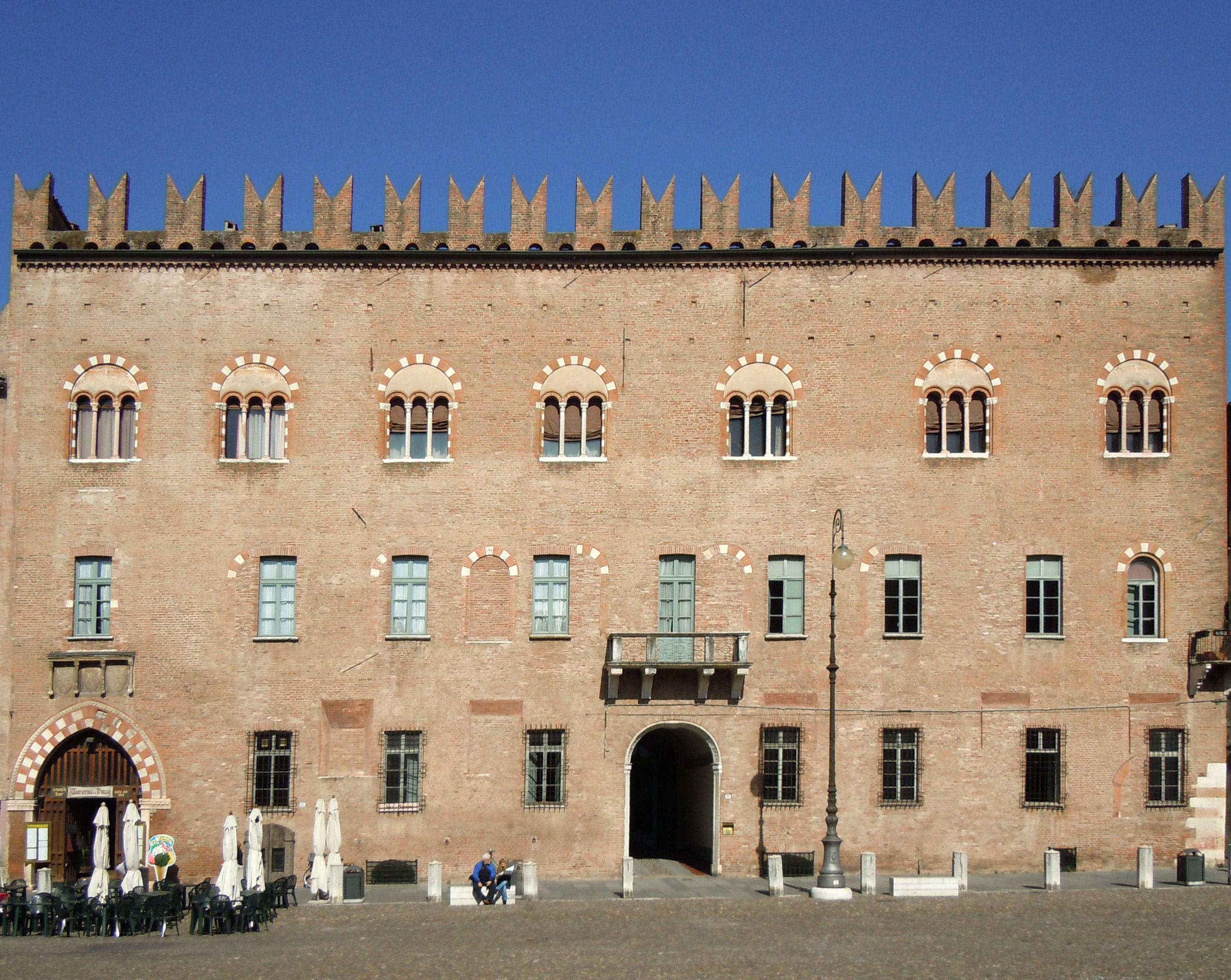
Mantova, Palazzo Bonacolsi, ora Castiglioni.

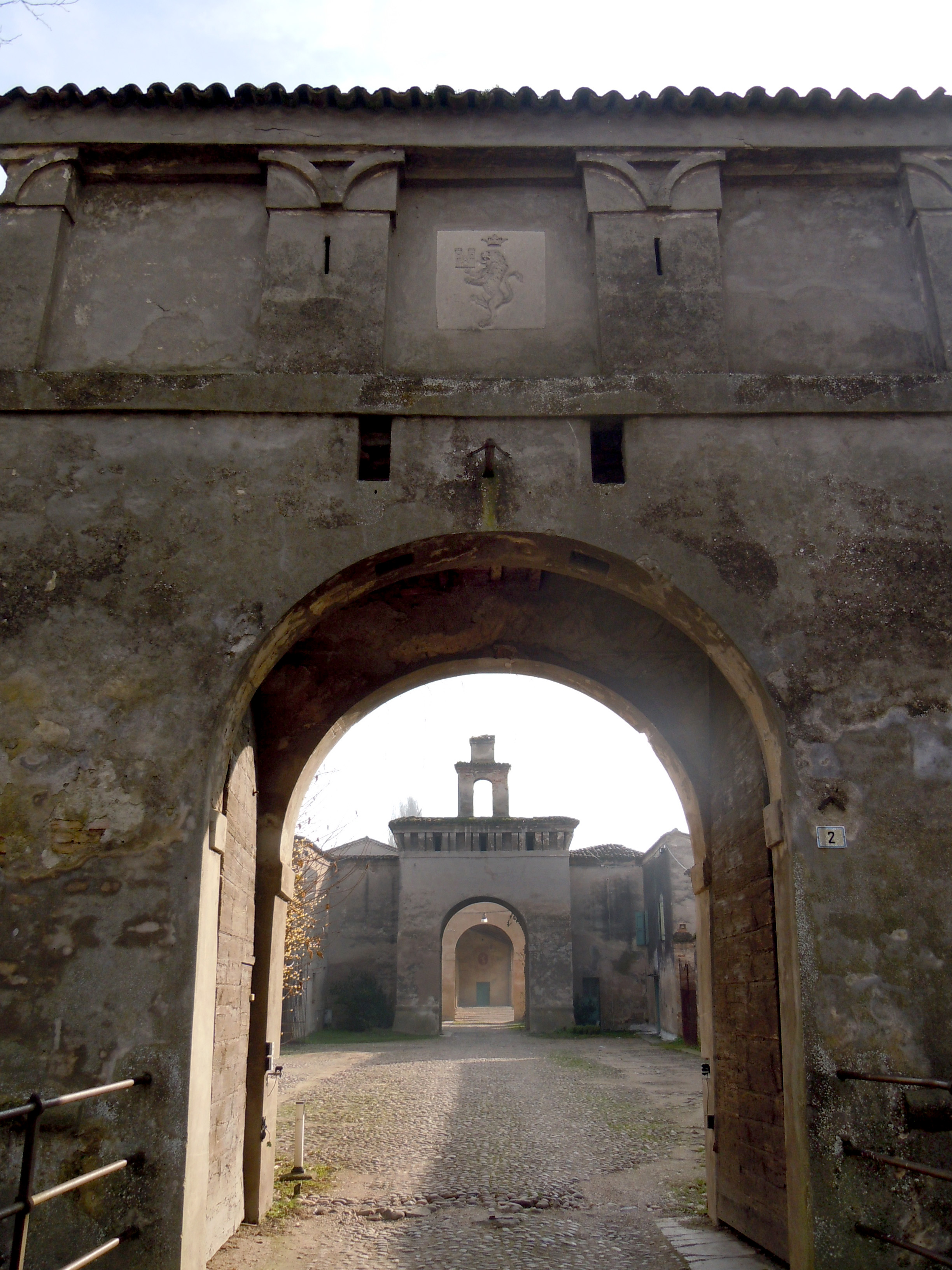
Casatico (Marcaria), ingresso di Corte Castiglioni

- Baldassarre Castiglione (1414-1478), figlio del giureconsulto Cristoforo (1345-1425)[7], fu condottiero al servizio dei Visconti e quindi dei Gonzaga. Sposò Polissena Lisca;[5]
- Cristoforo Castiglione (1459-1499), condottiero dell'esercito mantovano alle dipendenze del marchese di Mantova, Ludovico III Gonzaga;[5]
- Baldassarre Castiglione (1478-1529), letterato ed autore de Il Cortegiano;
- Camillo Castiglione (1517-1598), Governatore del ducato di Monferrato;[5][8]
- Baldassarre Castiglione (XVI secolo), figlio di Camillo, ebbe in feudo, assieme al fratello Cristoforo, dal duca di Mantova Vincenzo I Gonzaga i castelli di Cimena e di Berzano. Nel 1589 fu nominato cavaliere dell'Ordine di Santo Stefano;[5]
- Cristoforo Castiglione (?-1605), figlio di Camillo, fu uomo d'armi al servizio di Guidobaldo II Della Rovere. Nel 1588 fu nominato cavallerizzo maggiore del duca di Mantova Vincenzo I Gonzaga e fu con lui nel 1597 in Ungheria a combattere contro i Turchi. Fu ambasciatore dei Gonzaga a Venezia e in Spagna. Nel 1602 fu governatore del Monferrato;[5]
- Baldassarre Castiglione, Cavaliere dell'Ordine di Santo Stefano e Priore di Mantova  dal 1588 con Bolla Pontificia di concessione (effettivo dal 1589);
- Francesco Castiglione, nel 1621 fu investito dal duca di Mantova Ferdinando Gonzaga del feudo di Conzano;[1]
- Baldassarre Castiglione (?-1703), figlio di Francesco, nel 1622 ricoprì la carica di maggiordomo della duchessa di Mantova Caterina de' Medici. Nel 1670 fu ambasciatore in Polonia per il duca di Mantova Ferdinando Carlo, che nominò cavaliere dell'Ordine del Redentore. Fu governatore del Ducato di Guastalla;[5]
- Onorato Castiglione (?-1763), figlio di Corrado, fu commissario generale dei confini del Ducato di Mantova.[5]
- Corrado Castiglione (+1735), Consigliere della Congregazione di Stato del Ducato di Mantova;
- Baldassarre Castiglioni (1851-1938), senatore del Regno d'Italia.[9]

### Possedimenti
- Corte Castiglioni, corte fortificata quattrocentesca sita a Casatico.
- Palazzo Castiglioni a Mantova, appartenuto inizialmente ai Bonacolsi, signori delle città fino al 1328.

### Arma
Inquartato; nel 1° e nel 4°: di rosso, al leone d'argento, coronato d'oro, sostenente nella sua branca destra un castello cimato dello stesso; nel 2°: d'argento, ad un serpente ondeggiante in palo verde, coronato d'oro ingolante un fanciullo di rosso; nel 3°: palato di nero e d'oro.

## Linea di Cingoli

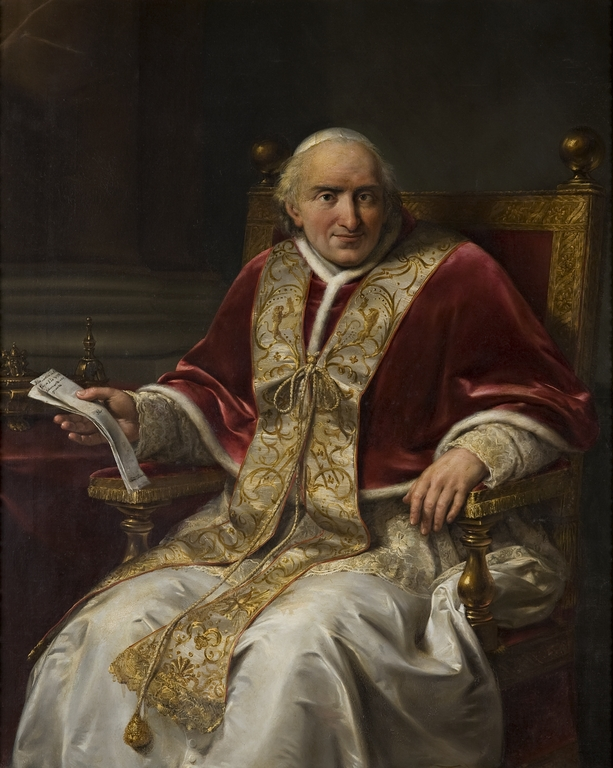
Papa Pio VIII, Francesco Saverio Maria Felice Castiglioni

Alcuni discendenti della linea di Milano si trapiantarono a Cingoli nel 1600.

### Storia e personalità illustri
- Gian Lorenzo Castiglioni (?-1682), vescovo di Anagni[10]
- Papa Pio VIII (1761-1830)[1]

### Possedimenti
- Palazzo Castiglioni

### Arma
Di rosso, al leone d'argento sostenente nella branca desta un castello dello stesso.

## Linea di Ferrara
Alcuni discendenti della linea di Milano si trapiantarono a Ferrara.

### Storia e personalità illustri
- Brico Guidone Castiglioni, al servizio di Niccolò III d'Este;[1]
- Gasparo Castiglioni, al servizio di Ercole I d'Este.[1]

### Arma
Di rosso, al leone d'argento sostenente nella branca destra un castello dello stesso.

## Linea di Modena
Alcuni discendenti della linea di Ferrara si trapiantarono a Modena.

### Storia e personalità illustri
- Baldassarre Castiglioni, al servizio di Ercole II d'Este;[1]
- Bartolomeo Castiglioni, giureconsulto.[1]

### Arma
D'azzurro, alla terrazza di verde con due leoni d'oro seduto, affrontati e tenenti sollevato colle branche anteriori un castello merlato aperto, torricellato di tre pezzi di rosso, sormontato da tre banderuole svolazzanti a sinistra dello stesso moventi dalle tre torrette.

## Linea di Venegono

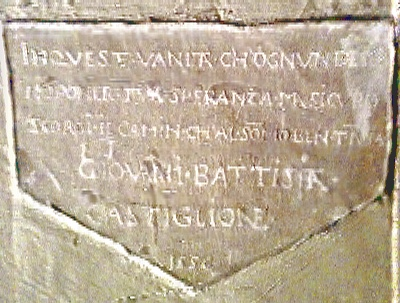
Uno dei graffiti incisi nella Torre di Londra da Giovanni Battista Castiglione

### Storia e personalità illustri
Creati conti da Francesco I Sforza.
- Branda Castiglioni (1350-1443), cardinale e umanista[11];

- Francesco Castiglione (?-1478), capostipite del ramo, fu al servizio dei duchi di Milano;[5]
- Gianstefano Castiglione (?-1519), figlio del precedente, fu ambasciatore degli Sforza in Francia.[5][11]

## Linea inglese

### Storia e personalità illustri
- Giovanni Battista Castiglione (1516-1598), da Mantova, divenne nel 1544 il tutore italiano della principessa (poi regina) Elisabetta I d'Inghilterra. Fu il progenitore del ramo inglese della famiglia
- Sir Francis Castellion (1561-?), primogenito di Giovanni Battista, fu Master of Arts e membro del Parlamento. L'11 maggio 1603 fu nominato cavaliere. Ereditò la proprietà di suo padre Benham Valence, nel Berkshire, che vendette nel 1630 a Sir William Craven, il primo conte di Craven.
- Barbara Castilion (1574-1641), figlia di Giovanni Battista, fu la moglie di Lawrence Hyde (attorney general) (1562-1641; zio di Edward Hyde, I conte di Clarendon, suocero del re Giacomo II d'Inghilterra
- Anne Castilion (1568-?), moglie di Robert Hyde, il fratello maggiore di Sir Laurence Hyde. Entrambi furono i cognati di Henry Hyde (1563-1634), bisnonno delle due regine Maria II d'Inghilterra (1689-1694) e Anna di Gran Bretagna (1702-1714)

## Linea Castiglione Morelli

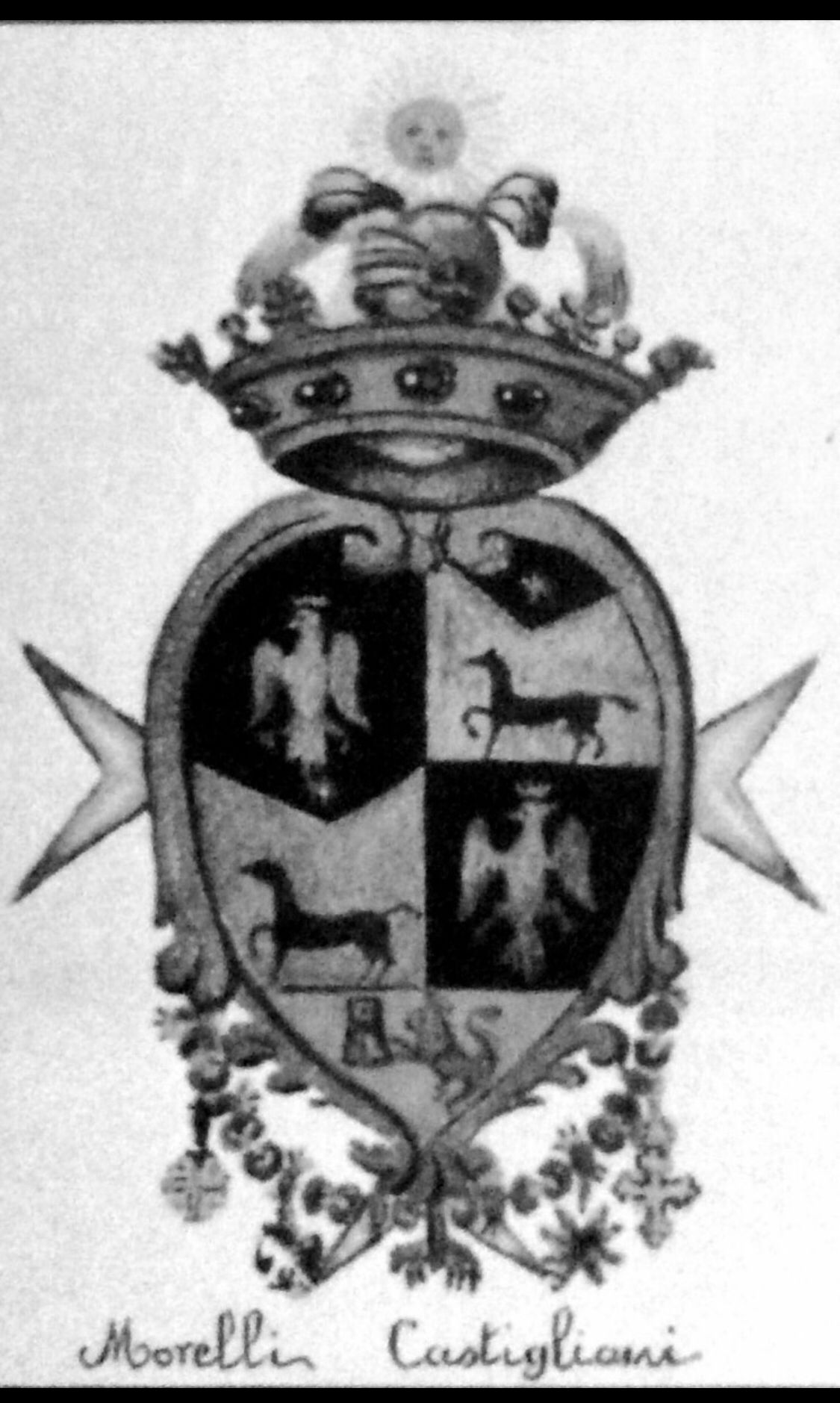
Stemma araldico della famiglia Morelli Castiglioni

La famiglia Castiglione Morelli, o Morelli Castiglione (o Castiglioni), o Morelli, a causa delle lotte di partito tra ghibellini e guelfi, emigrò nel 1239 da Milano a Cosenza (Regno di Napoli), dove appartenevano al patriziato. 
Dal 1312 alla famiglia è stato dato il cognome "Morelli" o "Maurelli". "Morello" è la parola italiana per "nero". 
Nicolò II Castiglione, patrizio di Cosenza, sostenne Roberto d'Angiò, re di Napoli (1309-1343), durante una campagna. La regina Giovanna I di Napoli (1343-1382) diede ufficialmente al suo discendente Bernardo Castiglione il soprannome (cognomen) "Morello". Martirano menziona il segretario dell'Imperatore Carlo V con le parole: "Maurelli prius Castileoni dicebantur, abbronzatura qui dicunt a Mantova Ciselpinae Callide urbe oriundas, alii vero Mediolanò".
Martino Castiglione Morello e suo fratello possedevano i feudi Sculchi e Steffanizzi nel territorio di Casale di Castiglione Cosentino nel 1442. Nel 1560 Giovanni (Giannotto) de Castiglione fu nominato Gran Magistrato dell'Ordine Militare e Ospedaliero di San Lazzaro da Gerusalemme da papa Pio IV, ma non fu riconosciuto dal re di Francia. Nel 1591 fu accettato nell'Ordine dei Cavalieri di Malta.
Dal 1671 i Castiglione Morelli sono marchesi di Vallelonga (Regno di Napoli, regione del Cedolario). "Marchese" (primogenitur) è il titolo dei signori feudali di Vallelonga, i neonati sono "Nobile", ma tutti hanno il titolo di "Patrizio di Cosenza". Erano anche baroni di Chiaravalle e Gagliato. 
La nobile famiglia si ramificò ampiamente, ad esempio a Messina, Como, Genova, Mantova e Milano. Dappertutto appartenevano alla nobiltà della città (patrizia) e ricoprivano cariche spirituali superiori.
Il marchesi Castiglione Morelli aveva sede a Villa Vallelonga in Calabria, in seguito Chiaravalle. La residenza estiva dei Marchesi di Candia-Castiglione-Morelli di Vallelonga era il Palazzo Vallelonga a Torre del Greco ai piedi del Vesuvio (costruito nel 1690, in gran parte distrutto da un terremoto nel 1794, restaurato nel 1843); fu trasferito alla Banca di Credito Popolare di Torre del Greco nel 1982. Lelio Castiglione Morelli (1773–1842), marchese di Vallelonga, Patrizio di Cosenza, sposò Donna Artemisia Tuttavilla dalla casa dei Duchi di Calabritto (1774–1821), che era strettamente imparentata con molte famiglie della nobiltà italiana.

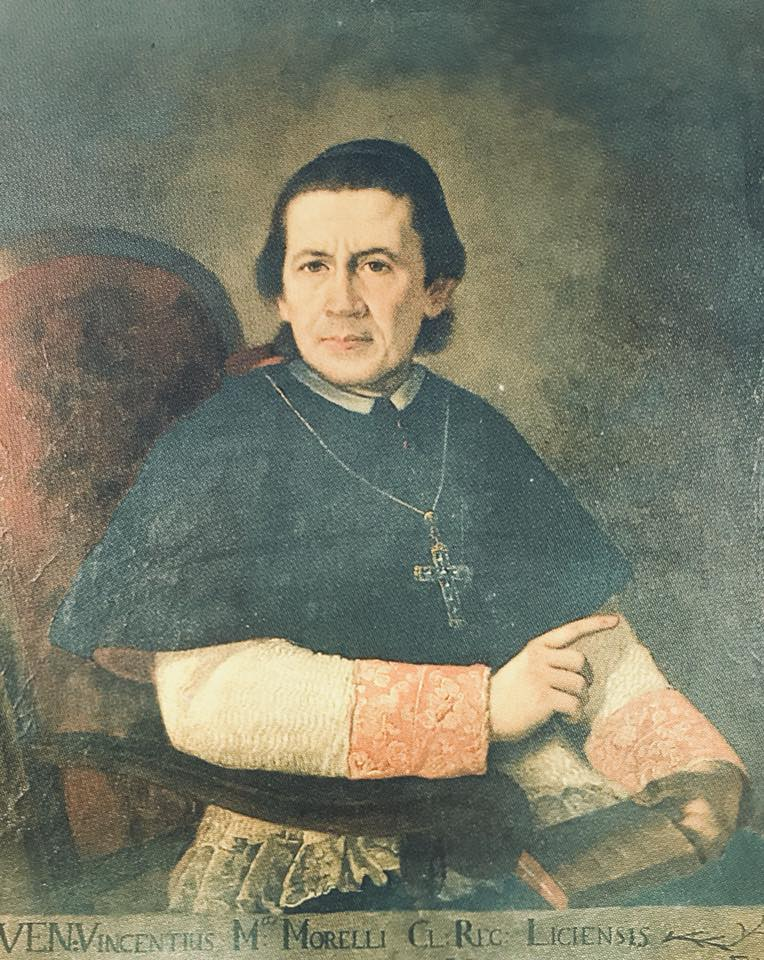
Vincenzo Maria Morelli - Arcivescovo di Otranto

Il 2 agosto 1806, il feudalesimo fu abolito nel Regno di Napoli. I signori feudali diventarono proprietari terrieri. Nel 1922 la nobile famiglia fu iscritta al Libro d'oro della nobiltà italiana.
Una diramazione della famiglia Castiglione Morelli di Cosenza, verso la fine del Quattrocento si diramò in Copertino in Terra d'Otranto, per relazione con l'illustre Casata dei Castriota. 
Nel 1536 venne decorata dall'imperatore Carlo V nella persona di Bernardino Morelli, dell'Ordine Aurato, del grado militare e privilegiata ad aggiungere l'aquila imperiale al proprio ed antico stemma, nel 1732 Pietro Girolamo Morelli trasferi la famiglia da Copertino a Lecce.
La famiglia fu resa illustre, anche da Vincenzo Maria Morelli che fu Arcivescovo di Otranto.
Spesso la famiglia fu riportata nei testi storici con il cognome Morelli Castiglioni (o Castiglione), anziché Castiglione Morelli.

## Linea Monaco Castiglione Morelli
La famiglia  Monaco Castiglione Morelli, o  Monaco Morelli, è un ramo della famiglia Castiglione Morelli di Lecce, nel XIX secolo strinse matrimonio con la famiglia Monaco di Lecce. Tale unione si rileva anche nel blasone della famiglia Monaco Castiglione Morelli.

Parte della famiglia, alla fine del XX secolo, lasciò la città di Lecce.

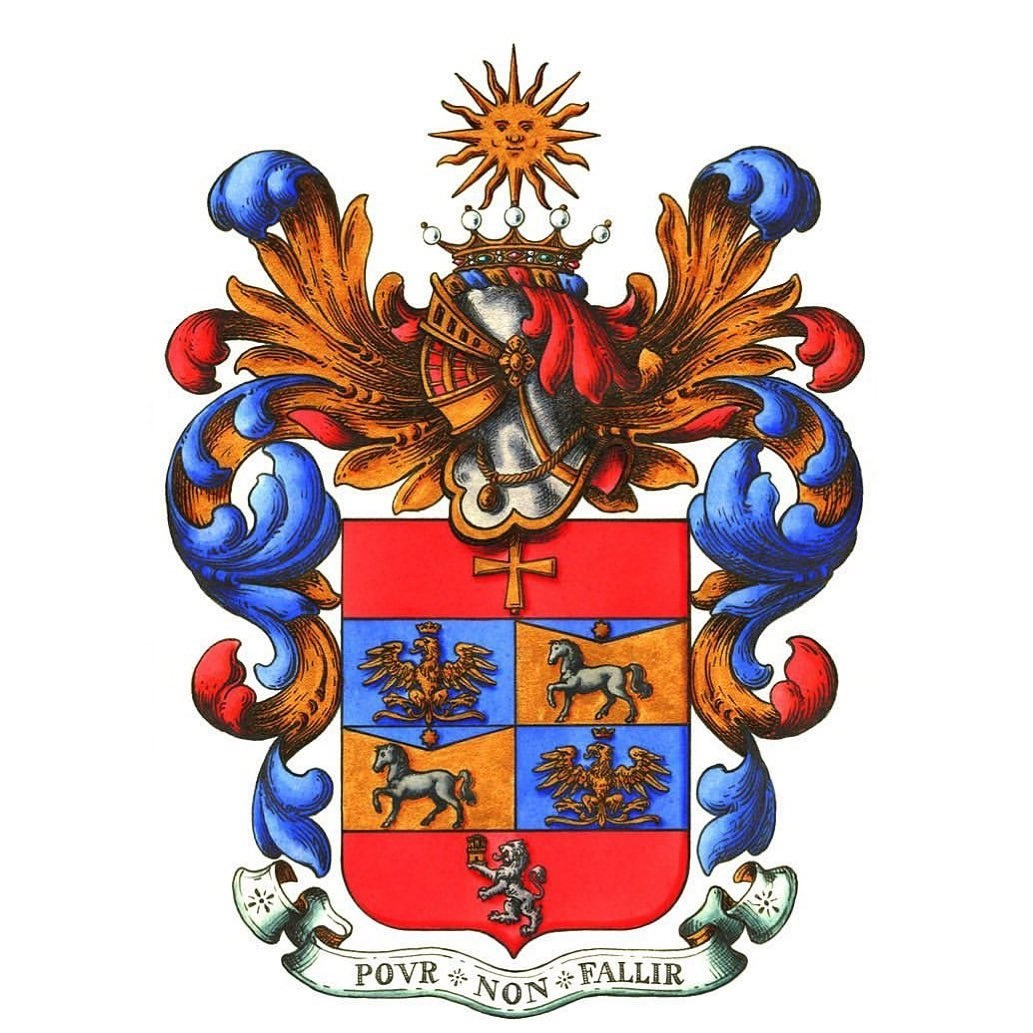
Stemma della famiglia Monaco Castiglione Morelli

La famiglia Monaco ha ricevuto da don Alfonso de Ceballos-Escalera y Gila Marchese de la Floresta, Visconte di Ayala nel Regno di Spagna e Duca di Ostuni dell’ex Regno delle due Sicilie nella qualifica di Re d'armi per la Comunità autonoma di Castiglia e Leon in base alle leggi vigenti del Regno di Spagna, la CERTIFICACIÓN DE ARMAS a favore del Ex.mo Nob. Dom dott. Giovanni Monaco, Fidalgo della Casa Reale del Portogallo, Grande Ufficiale dell'Ordine dell'Immacolata Concezione di Vila Viçosa, Grande Ufficiale Jure Sanguinis dell'Ordine Reale di San Michele dell'Ala, Cavaliere di Merito del Sacro Militare Ordine Costantiniano di San Giorgio, Cavaliere dell'Ordine dei Santi Maurizio e Lazzaro, Cavaliere dell'Ordine del Principe Danilo I del Montenegro e Cavaliere dell'Ordine Reale del Leone di Godenu.

## Altri personaggi illustri
- Giannotto Castiglioni (1532-1571), del ramo dei conti di Binago, Gran Maestro dell'Ordine di San Lazzaro;[13]
- Cesare Castiglioni (Tradate, 1841-Tradate, 1918), garibaldino dei Mille e imprenditore[14][15][16], discendente diretto di Ubertino Castiglioni (ramo di Lonate Ceppino)[17][18].

## Stemmi

Stemma di Castiglione Olona
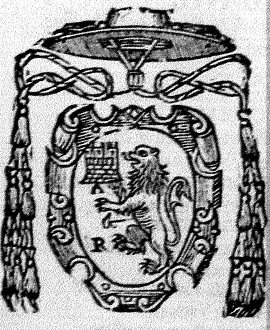
Stemma del cardinale Francesco Abbondio Castiglioni
Stemma di papa Celestino IV
Stemma di papa Pio VIII
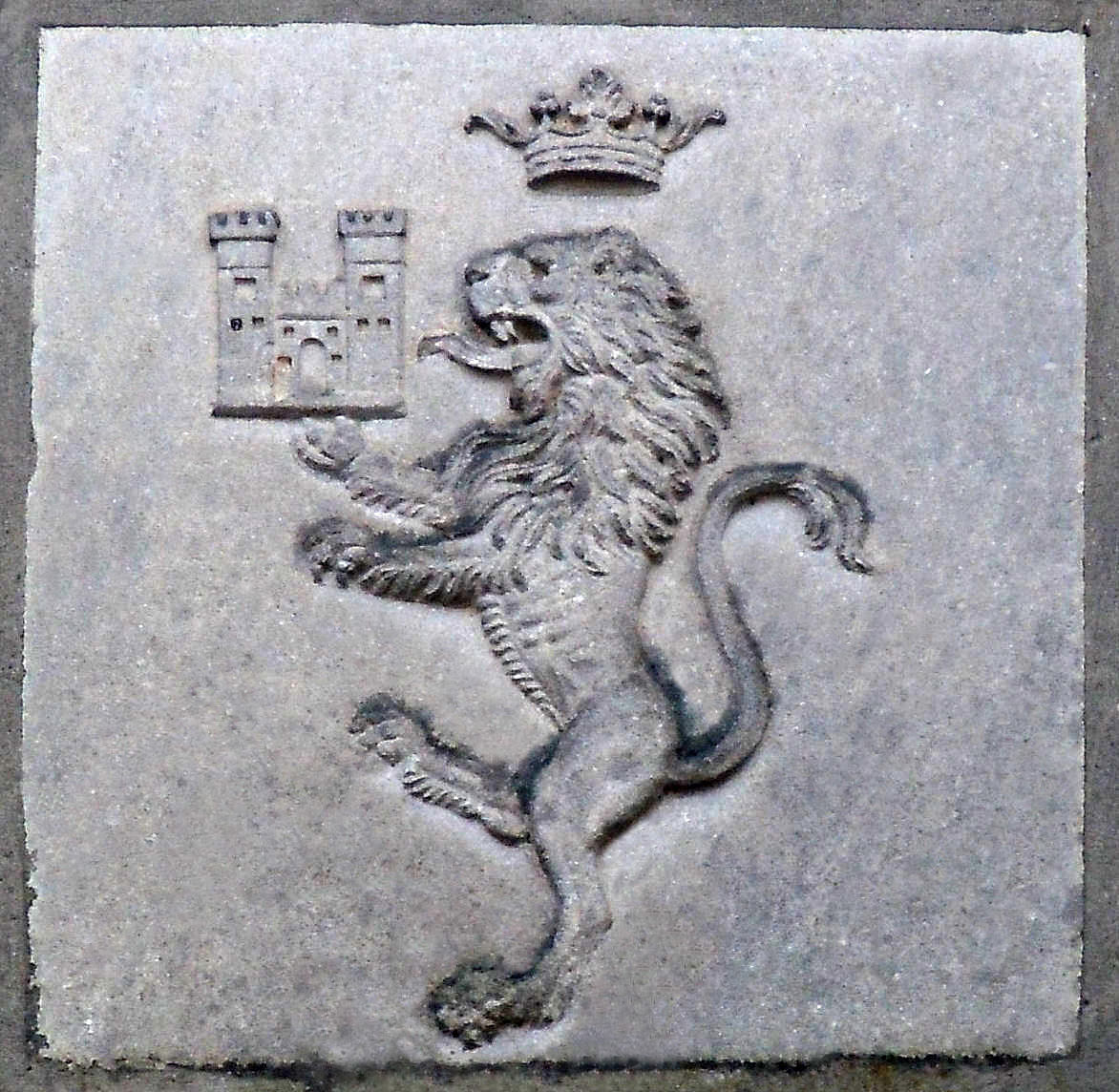
Stemma a Corte Castiglioni di Casatico
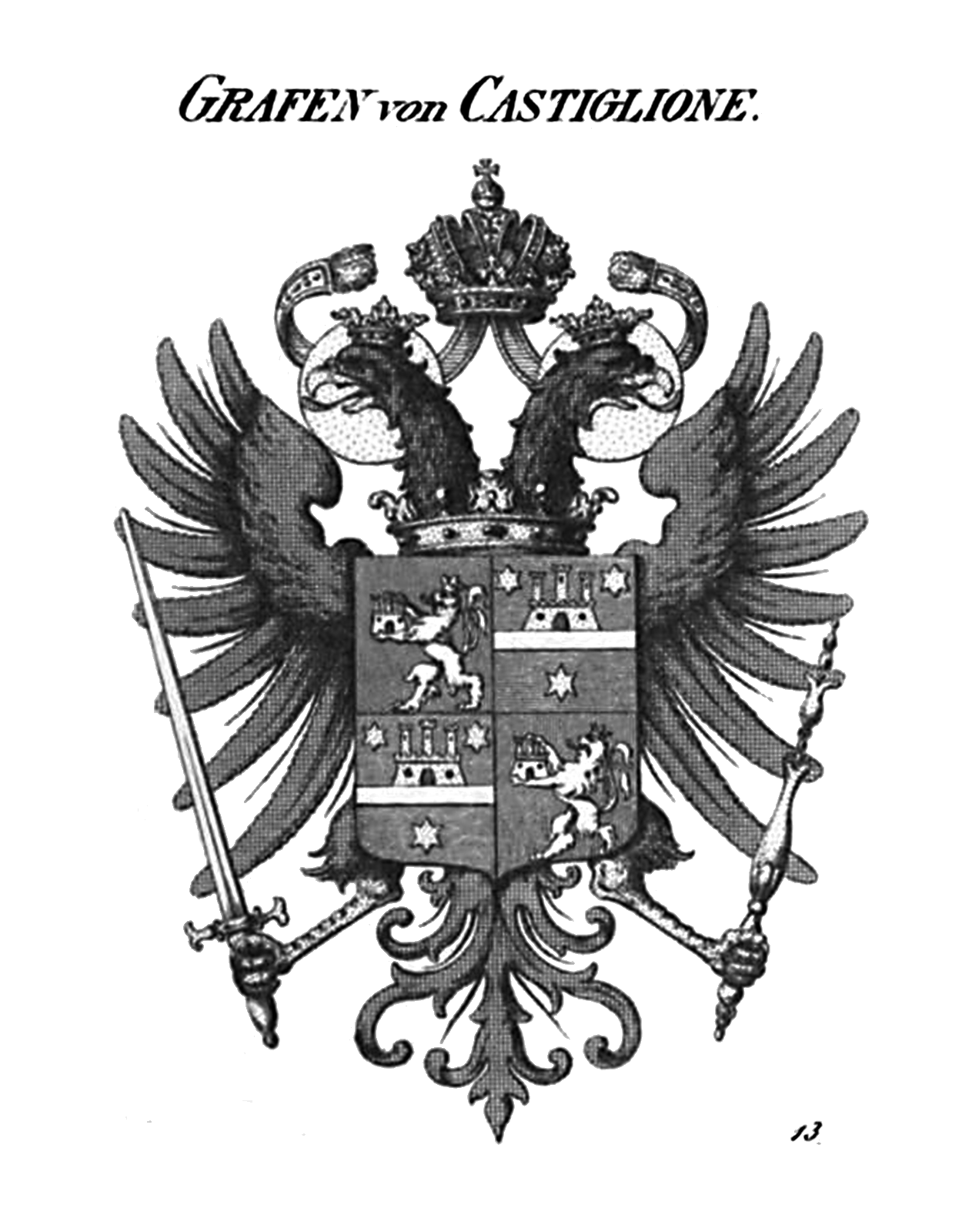
Stemma della linea austriaca di Konrad Tyroff
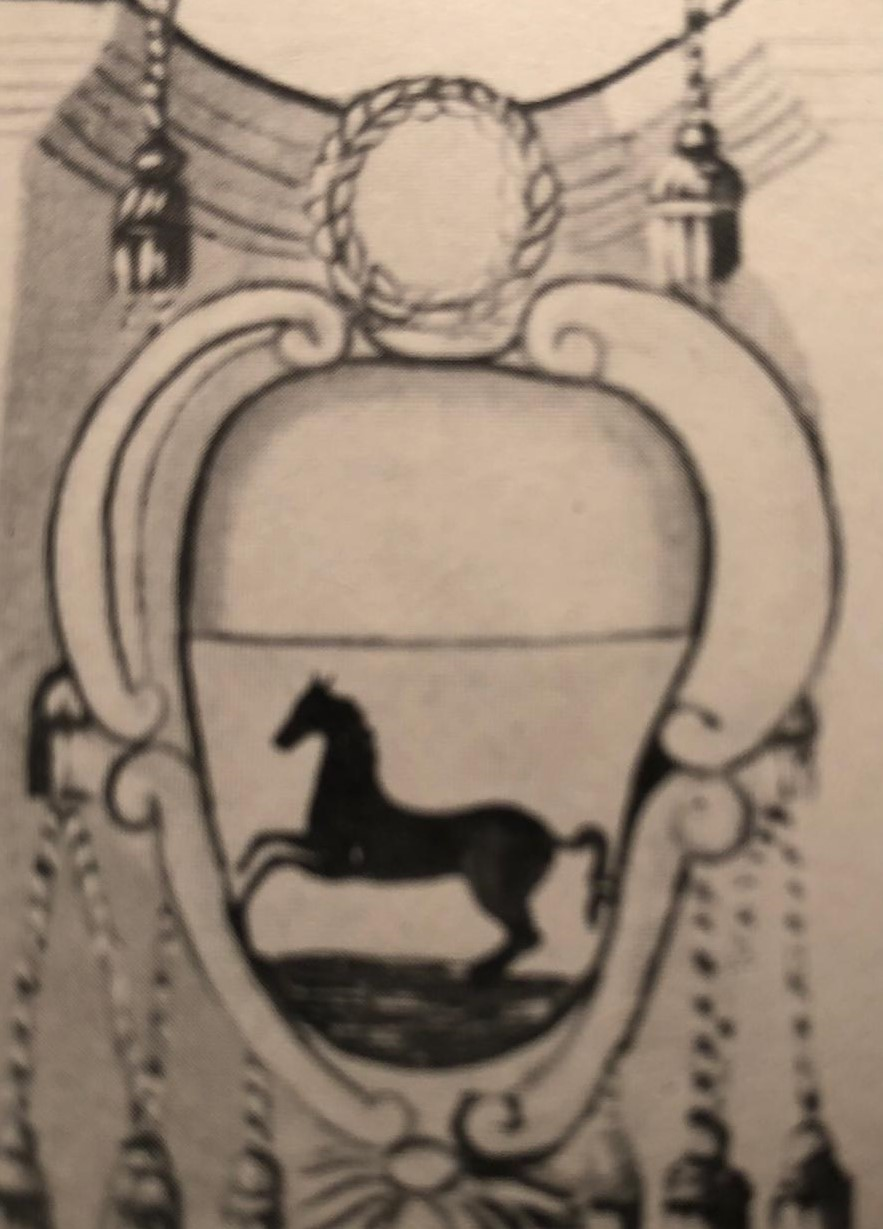
Stemma dell'Arcivescovo Vincenzo Maria Morelli
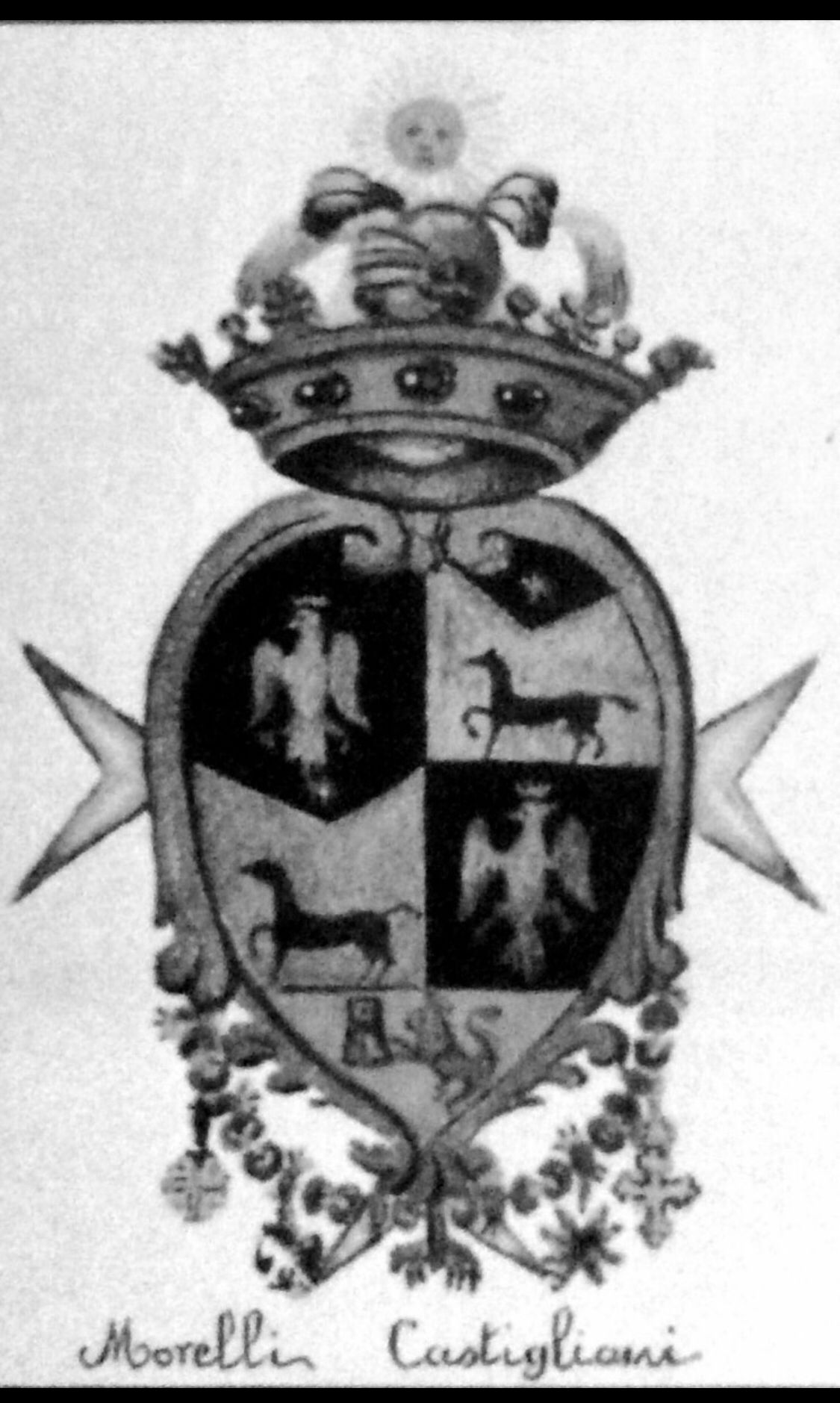
Stemma Morelli Castiglioni linea Leccese
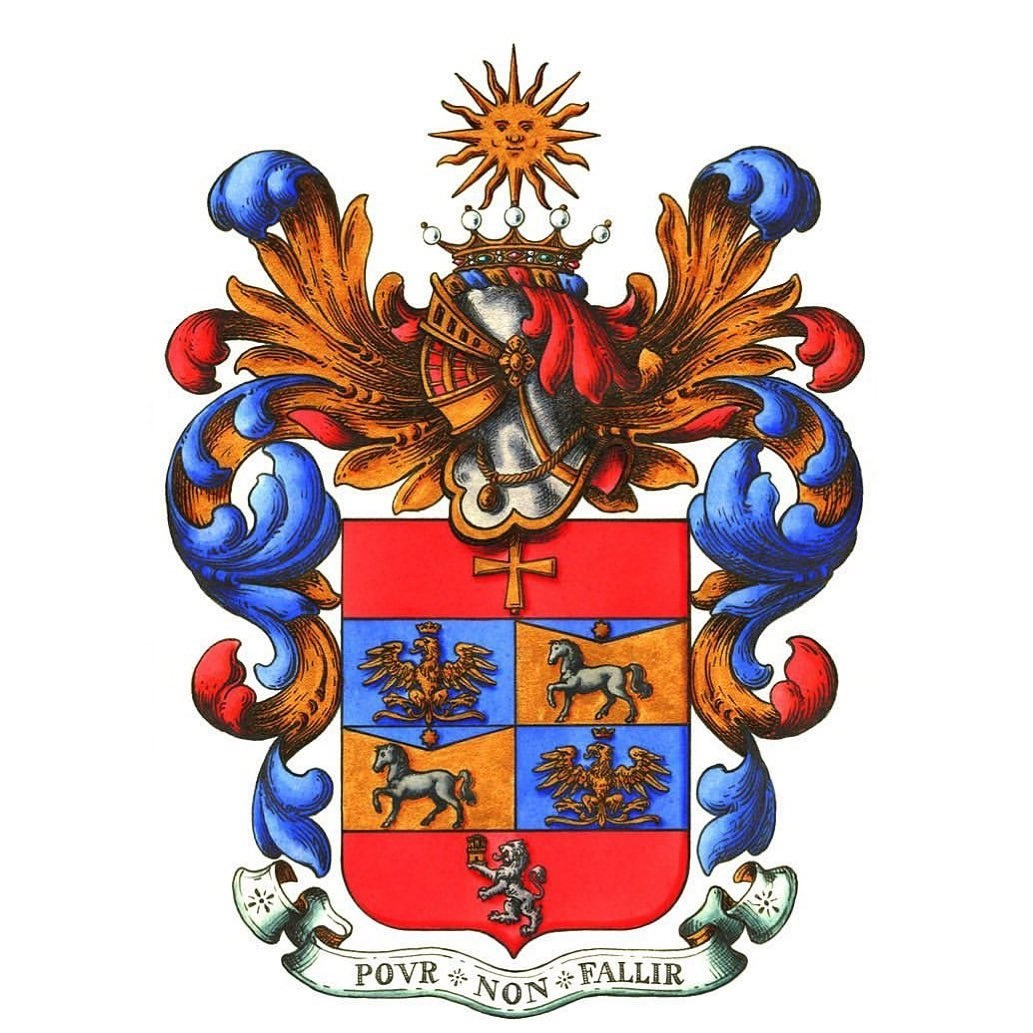
Stemma della famiglia Monaco Castiglione Morelli

## Archivio
L'archivio della famiglia Castiglioni venne acquisito dal comune di Castiglione Olona nel 1980, in seguito all'acquisto del palazzo Branda Castiglioni.